# Desa Tegalrejo (administrativ by i Indonesien, Jawa Timur, lat -7,78, long 113,24)
Desa Tegalrejo är en administrativ by i Indonesien.   Den ligger i provinsen Jawa Timur, i den västra delen av landet, 700 km öster om huvudstaden Jakarta.